# 阿雷拉杰
阿雷拉杰（Areraj），是印度比哈尔邦东查姆帕兰县的一个城镇。总人口20245（2001年）。

## 人口
该地2001年总人口20245人，其中男性10618人，女性9627人；0—6岁人口3980人，其中男2008人，女1972人；识字率44.82%，其中男性为55.08%，女性为33.50%。